# Dispolok

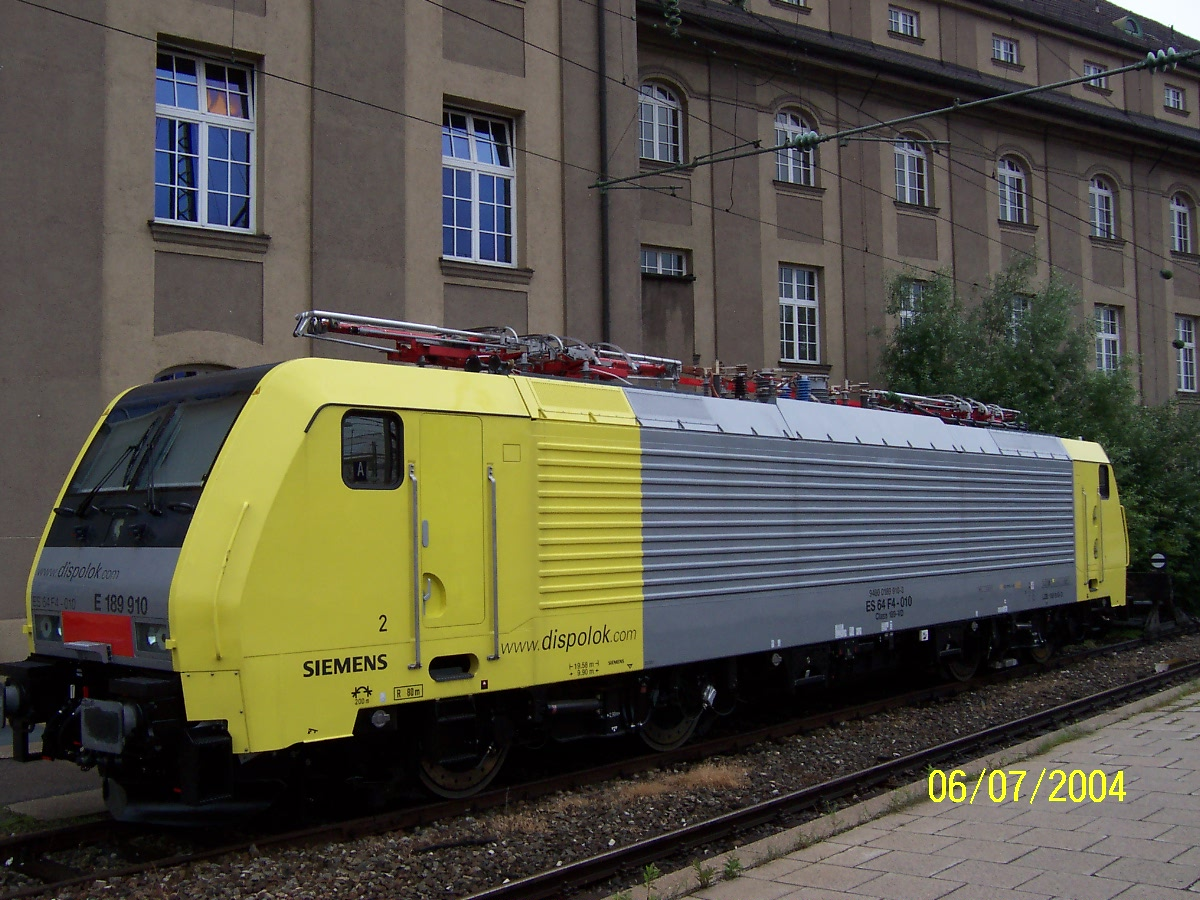
Siemens ES64 F4

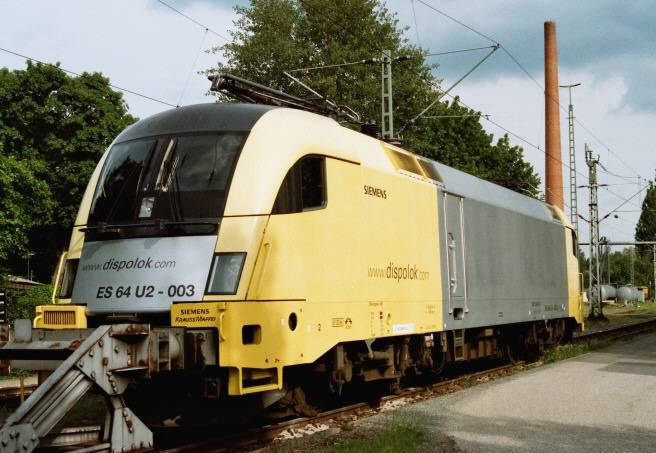
Siemens ES64 U2

Dispolok werd in 2001 opgericht door Siemens als verhuurder van locomotieven aan spoorwegondernemingen. Deze Dispolok-locomotieven zijn afgeleid van grote locomotiefseries, voornamelijk uit de Eurosprinter-series, die Siemens heeft geleverd aan verschillende spoorwegmaatschappijen zoals de Deutsche Bahn (DB), Österreichische Bundesbahnen (ÖBB) en DB Schenker Rail.
Door de openstelling (open access) van het Europese spoorwegnet, is de wens van goederenvervoerders om locomotieven te kunnen huren of leasen toegenomen. Spoorwegondernemingen kunnen bij Dispolok ook gebruikte locomotieven kopen.
In 2006 is het bedrijf van Siemens overgenomen door Mitsui & Co. Ltd. In 2013 van naam veranderd naar 'MRCE GmbH'. Mitsui Rail Capital Europe.

## Vloot
In 2004 bood Dispolok 85 locomotieven te huur aan:
aantal, type

- 1, ES64 P EuroSprinter, prototype
- 49, ES 64 U, gelijk aan DB 182, ÖBB 1016, 1116 (Taurus), MAV 1047
- 2, ES64 F, gelijk aan DB 152
- 15, ES 64 F4, gelijk aan DB 189
- 11, ME 26, dieselloc
- 7, ER20 EuroRunner, gelijk aan ÖBB 2016